# Trinity (Carolina del Nord)
Trinity és una població dels Estats Units a l'estat de Carolina del Nord. Segons el cens del 2000 tenia 6.690 habitants.

## Demografia
Segons el cens del 2000, Trinity tenia 6.690 habitants, 2.638 habitatges i 2.057 famílies. La densitat de població era de 152,8 habitants per km².
Dels 2.638 habitatges en un 30,5% hi vivien nens de menys de 18 anys, en un 63,3% hi vivien parelles casades, en un 10,4% dones solteres, i en un 22% no eren unitats familiars. En el 18,3% dels habitatges hi vivien persones soles el 6,7% de les quals corresponia a persones de 65 anys o més que vivien soles. El nombre mitjà de persones vivint en cada habitatge era de 2,54 i el nombre mitjà de persones que vivien en cada família era de 2,86.
Per edats la població es repartia de la següent manera: un 22,5% tenia menys de 18 anys, un 6,9% entre 18 i 24, un 29,1% entre 25 i 44, un 29,7% de 45 a 60 i un 11,8% 65 anys o més.
L'edat mediana era de 40 anys. Per cada 100 dones de 18 o més anys hi havia 94,8 homes.
La renda mediana per habitatge era de 43.277 $ i la renda mediana per família de 48.838 $. Els homes tenien una renda mediana de 35.498 $ mentre que les dones 22.208 $. La renda per capita de la població era de 21.068 $. Entorn del 6,1% de les famílies i el 8,6% de la població estaven per davall del llindar de pobresa.

## Poblacions més properes
El següent diagrama mostra les poblacions més properes.